# Stephen Arigbabu
Stephen Arigbabu (nacido el 15 de febrero de 1972 (53 años) en Hannover, Alemania)  es un exjugador de baloncesto alemán. Con 2.06 de estatura, jugaba en la posición de pívot. 

## Equipos
- 1992-1994  Braunschweig II
- 1994-1996  Ratiopharm Ulm
- 1996-1998 ALBA Berlín
- 1998-1999  Papagou
- 1999-2000 Panionios  BC
- 2000-2001  Dafni Atenas
- 2001-2003  Colonia 99ers
- 2003-2004  Mitteldeutscher BC
- 2004-2005  Roseto Basket
- 2005-2006 ALBA Berlín
- 2005-2006  Basket Livorno
- 2006-2009 Olympia Larissa BC
- 2009-2010 Maroussi BC